# 苏格兰银行
苏格兰银行（英語：Bank of Scotland）是总部位于苏格兰爱丁堡的商业银行。苏格兰银行历史追溯到17世纪，是英国第二古老的连续经营的银行（第一是英格兰银行）苏格兰银行也是唯一未结业的由苏格兰议会法案创建的银行。苏格兰银行也是欧洲第一家印制自己的钞票的银行。
2007年9月17日，苏格兰银行行长及公司（The Governor and Company of the Bank of Scotland）成为苏格兰银行，这是2006年HBOS集團重組法的一部分。从2009年1月19日开始，因為HBOS被收購，苏格兰银行也成为劳埃德银行集团一部分。

## 历史

### 早期
苏格兰议会颁布法案，建立苏格兰银行行长及公司，从1696年2月开始营业。尽管距离英格兰银行建立不久（1694），苏格兰银行行长及公司是一家非常不一样的金融机构。英格兰银行是明确为了支持英格兰政府军费建立的，苏格兰银行则是为了支持苏格兰企业，并且议会禁止该行自行借钱给苏格兰政府。法案还给予该行21年的垄断经营权。

### HBOS集团

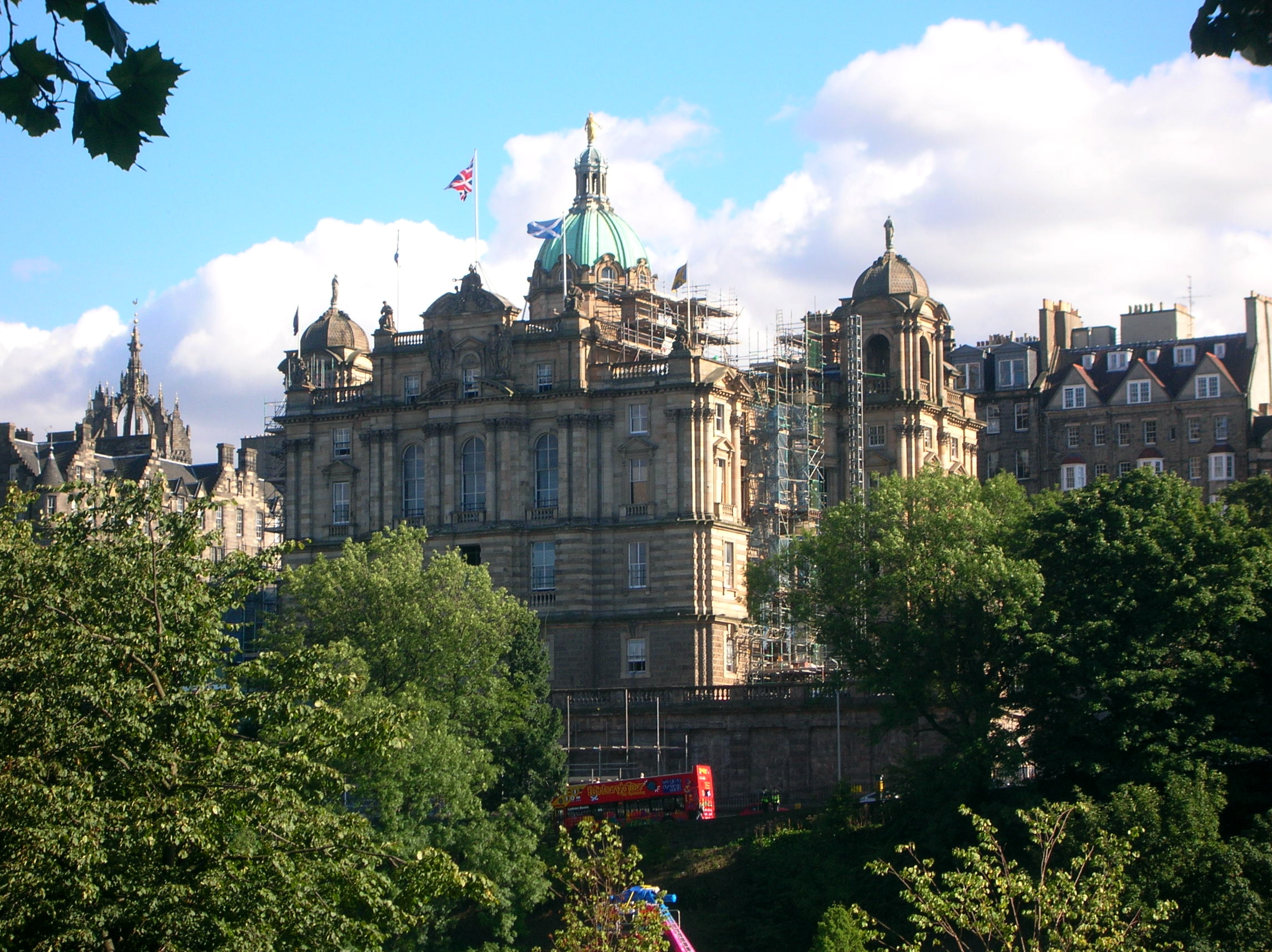
苏格兰银行总部

## 外部連結
- Bank of Scotland （页面存档备份，存于）
- history, from the HBOS website
- museumonthemound.com （页面存档备份，存于） Official page of the company's museum